# Spendensammeln in Deutschland
Spendensammeln ist in Deutschland ein Projekt, bei dem für einen bestimmten Anlass Geld von Menschen gesammelt wird. Der Zweck, für den das Geld verwendet werden soll, kann gemeinnützig sowie privat sein. Es ist möglich, das Spendensammeln im Internet auf verschiedenen Plattformen, auf der Straße oder auf Events stattfinden zu lassen.

## Sammlungsgesetze
Es gibt in den meisten Bundesländern Deutschlands keine Genehmigung, die Spendensammler beantragen müssen. Lediglich in Rheinland-Pfalz, in Thüringen und im Saarland existieren noch Sammlungsgesetze, die vorschreiben, welche Voraussetzungen Spendensammler erfüllen müssen. In diesen Bundesländern muss eine Genehmigung eingeholt werden. Doch in allen anderen wurde dies abgeschafft. Daher ist es möglich, für fast alle legalen Zwecke Spenden zu sammeln. Etwas anders sieht es bei Spenden für gemeinnützige oder kommerzielle Zwecke aus. Hierbei müssen die Spendensammler sich an die Regelungen im Bürgerlichen Gesetzbuch und an das allgemeingültige Ordnungsrecht halten.

## Gemeinnützige Spenden
Eine gemeinnützige Spende geht an eine Organisation, deren selbstlose Aktivitäten darauf ausgerichtet sind, die Allgemeinheit materiell, geistig oder sittlich zu fördern. Es kann sich dabei um die Förderung von Religion, Wissenschaft, des Tierschutzes, der Jugendhilfe, der Kriminalprävention, der Kultur oder des Denkmalschutzes handeln.
Spenden, die für einen gemeinnützigen Zweck gesammelt werden, sind der Grund dafür, dass die gesetzlichen Auflagen für Geldsammlungen außer Kraft gesetzt worden sind. Der Aufwand sollte für gemeinnützige Organisationen nicht zu groß sein, damit das Spendensammeln schneller in die Wege geleitet werden kann.

## Private Spenden
Jede Privatperson darf auf der Straße Spenden sammeln. Dafür wird keine Genehmigung benötigt. Die meisten Menschen, die allein sammeln, bitten um Geld für sich selbst. Doch es ist ebenso möglich, als Privatperson Geldspenden für gemeinnützige Zwecke zu sammeln. Für das Verteilen von Flyern und das Aufstellen von Büchsen ist im Falle einer Spendenaktion ebenfalls keine Genehmigung erforderlich.
Das Spendensammeln kann außerdem im Internet stattfinden. Dies ist ohne Erlaubnis möglich. Dafür gibt es Portale, wo Spenden für private sowie gemeinnützige Zwecke gesammelt werden können.

## Spenderberatung
Die Spenderberatung ist dafür verantwortlich, die Spender mit Auskünften, Informationen und praktischen Tipps zu versorgen. Sie warnen zusätzlich vor unseriösen Organisationen und Techniken. Von ihnen wird festgelegt, welche Voraussetzungen eine seriöse Spendenaktion erfüllen muss. Das bedeutet, sie vergeben das Spendensiegel. Die Spenderberatung gehört zur Stiftung Deutsches Zentralinstitut für soziale Fragen (DZI) in Berlin.
Durch ihre unabhängige Bewertung kann das Vertrauen zwischen den Organisationen und den Spendern hergestellt werden. Dadurch wenden die Organisationen sich gerne an die Spenderberatung und legen ihre Informationen offen. Dies gibt ihnen die Möglichkeit, das Spendensiegel zu erhalten.

## Auszeichnung für seriöse Spendenaktionen
Das Spendensiegel vom Deutschen Zentralinstitut für soziale Fragen (DZI) bezeugt, dass eine Spendenorganisation seriös ist. Der Spender kann dadurch sicher sein, dass seine Spendengelder für seriöse Zwecke eingesetzt werden. Organisationen, die mit diesem Gütesiegel ausgezeichnet werden, arbeiten transparent, erfüllen die Qualitätsansprüche, informieren ausführlich und ehrlich über die eigene Organisation und die Spendenaktionen und verwalten das Geld besonders wirtschaftlich. Das DZI-Spendensiegel ist dadurch ein besonderes Qualitätssiegel, das bei den Organisationen und den Spendern gleichermaßen beliebt ist. Es wurde zusätzlich von der Stiftung Warentest ausgezeichnet.
Das DZI gibt viele Informationen dazu auf ihrer eigenen Internetseite.